# Samuel Faust
Samuel Faust (Szmul) (ur. 15 marca 1880 r. w Pabianicach, zm. we wrześniu 1942 r. w Treblince) – łódzki przemysłowiec pochodzenia żydowskiego.

## Biogram
Syn Hermana Cwi (1854-1937), właściciela tkalni wełny. Do ósmego roku życia uczył się w chederze, a później w częstochowskim progimnazjum Przeorskiego.
W 1899 r. został przyjęty na wspólnika w rodzinnej spółce ojca i mianowany jednym z trzech kierowników przedsiębiorstwa (obok Pinkusa Izbickiego i Maurycego Fausta) przy ul. Konstantynowskiej 48 w Łodzi. Od początku XX w. fabryka produkowała tkaniny wełniane i półjedwabne gładkie i deseniowe, tkaniny damskie kolorowe na bluzki oraz tkaniny czesankowe.
W 1914 r. wyjechał do Moskwy i został zatrudniony jako dyrektor techniczny zakładów włókienniczych Zemgor (Ziemskij Sojuz Gorodow), zaopatrujących armię. W sierpniu 1918 r., dzięki wydanym przez komisję do spraw repatriacji dokumentom podróży, udało mu się opuścić rewolucyjną Rosję i wrócić do kraju.
Po powrocie do Łodzi zastał zrujnowaną fabrykę, z której Niemcy, wycofując się pod koniec wojny, wywieźli wyposażenie. Udało się jednak wkrótce uruchomić przedsiębiorstwo najpierw handlowe, potem produkcyjne, które w 1924 r. zostało przekształcone w spółkę „Przemysł Włókienniczy Herman Faust i Spółka, Spółka Akcyjna”. Do spółki przystąpił też jego szwagier Moryc Gliksman. Firma odzyskała tradycyjne rynki zbytu: Polskę, Pomorze, kraje bałtyckie i Besarabię.
Wraz z Maksem Glicensteinem i innymi udziałowcami należącymi do Towarzystwa „Odeon” (od 1921 Spółka „Casino-Odeon”) był współwłaścicielem kinematografów „Odeon” (ul. Przejazd 2) i „Casino” (ul. Piotrkowska 67). W 1928 r. ze spółki się wycofał.
W Łodzi mieszkał przy al. Tadeusza Kościuszki 53.
W chwili wybuchu II wojny światowej był członkiem Rady Gminy Wyznaniowej Żydowskiej w Łodzi i 5 listopada 1939 r. został przez okupacyjne władze niemieckie zatwierdzony na stanowisku członka Rady Starszych (Ältestenrat). Podczas pierwszego posiedzenia Rady (11 listopada 1939 r.) jej członków aresztowało gestapo i osadziło w więzieniu policyjnym w Radogoszczu. Nie uczestnicząc w owym posiedzeniu uniknął tego losu. Pod koniec listopada 1939 roku przedostał się wraz z rodziną do Warszawy. Zamknięty tam w getcie, współpracował z Adamem Czerniakowem, a do końca swojego pobytu w getcie był zatrudniony w warsztatach tkackich.
Zginął razem z żoną i córką w obozie zagłady w Treblince we wrześniu 1942 r.
W małżeństwie z Rachelą z Kantorowiczów miał dzieci: Emanuelę (1904-1991), Janinę (1905-1942) i Bolesława (1908-1945).

## Działalność społeczna przed wojną
- Od 1924 r. wchodził w skład zarządu Towarzystwa Szerzenia Pracy Zawodowej i Rolnej wśród Żydów „Ort” w Łodzi, pełniąc w nim funkcję wiceprezesa. Był też członkiem Centralnej Rady tego Towarzystwa w Polsce.
- Przez wiele lat był przewodniczącym Towarzystwa Pomocy Biednym Dzieciom Wyznania Mojżeszowego „Niedola Dziecięca”,
- Był członkiem zarządu Towarzystwa Szkół Żydowskich w Łodzi,
- Był członkiem zarządu Stowarzyszenia Humanitarnego „Montefiore - B'nei B'rith” w Łodzi,
- Był członkiem prezydium Żydowskiego Towarzystwa Krajoznawczego,